# Rama (divinitat)
En la cultura hindú, Rāma (també conegut com a Ramachandra) és el setè avatar (encarnació terrestre d'un Déu) del Déu hindú Vixnu. També, segons textos hinduistes, és considerat el rei d'Ayodhya. Va néixer a l'Índia, concretament a Suryavansha (després passà a anomenar-se Raghuvansha) per alliberar-la del dimoni Ràvana. En algunes sectes ramacèntriques, Rama és considerat més un ésser suprem que no pas un avatar. Actualment és el déu més popular de l'Índia.

## Nomenclatura
Rama s'escriu:
- en IAST: rāma
- en devanagari:राम
- en cambodjà:ព្រះរាម
- en tailandès:พระราม
- en laosià:ພຣະຣາມ
- en birmà:Yama
- en tagal:Rajah Bantugan.

A més a més, rep altres noms, com per exemple:
- Ramachandra: rama: ‘plaer’ i chandra: ‘lluna’, en l'antic idioma sànscrit.
- Rághava: ‘descendent de Raghu’ (antic rei mític).
- Raghupati: ‘líder de la dinastia Raghu’.
- Rāja Rāma (rayarrám): ‘rei Rama’.
- Sitapati: ‘amo de Sītā’ (la seva esposa)
- Dasarathi: ‘fill del rei Dásarath’
- Dasaratha-suta: ‘fill de Dásarath’.